# Syrovátka

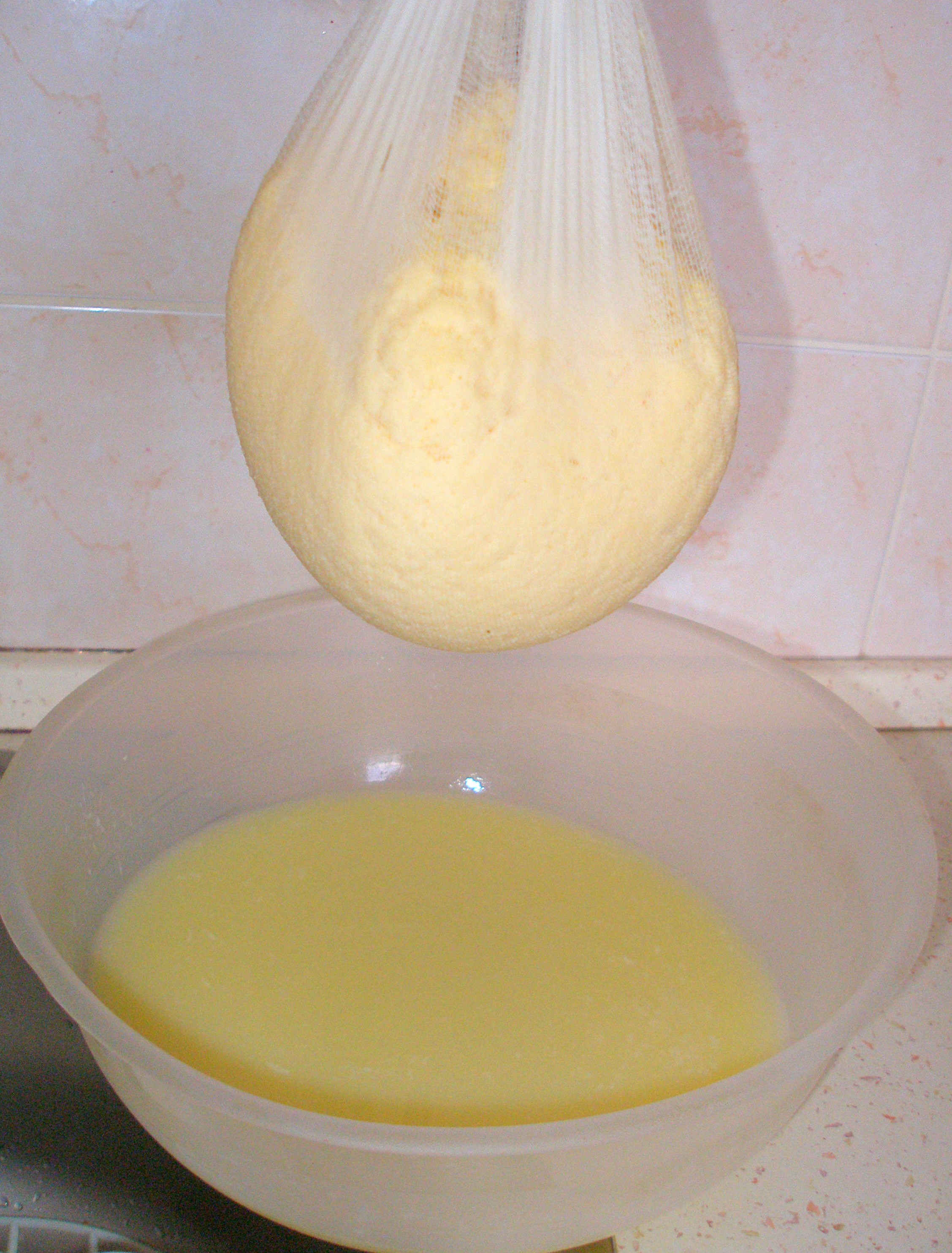
Syrovátka (v misce) vzniklá při výrobě sýra po sražení kravského mléka

Syrovátka je bíložlutá tekutina, která vzniká po sražení mléka.

## Popis
Syrovátka je mléčné sérum, které vzniká odstraněním kaseinu z mléka, kdy po sražení mléka vzniká tuhá složka - sýřenina kasein a tekutá složka – syrovátka, nazývaná též mléčné sérum. Podle typu srážení se syrovátka rozděluje na sladkou a kyselou. Sladká syrovátka vzniká srážením neprokysaného mléka pomocí syřidla, naopak vlivem mikrobiálního kysání - snižováním pH/zvyšováním kyselosti jsou v určitém bodě kaseinové mycely donuceny se srazit samy. Po oddělení tuhého, kyselého tvarohu vzniká syrovátka kyselá. 
V minulosti byla likvidována jako odpad. Rostoucí ekologická zátěž byla jedním z důvodů snahy o její další využívání. 
Syrovátka obsahuje vitamíny B1, B2, B3, B5, B6, B9, B12, H, C a E. Z minerálních látek to jsou hlavně hořčík, fosfor, vápník, draslík, sodík, zinek[zdroj?]. Dále obsahuje bílkoviny a také laktózu.
Někteří lidé mohou být alergičtí na některé složky (nesnášenlivost mléčného cukru – laktózy). Pro některé osoby může být problémem také značné množství solí, které mohou být zátěží pro funkci ledvin.[zdroj?]
Jako vedlejší produkt při výrobě sýrů nebo tvarohu vzniká sušená syrovátka.